# Shinji Mimura
Shinji Mimura (三村信史 Mimura Shinji) is een personage uit de film Battle Royale. Hij werd gespeeld door acteur Takashi Tsukamoto.

## Voor Battle Royale
Shinji is extreem intelligent voor zijn leeftijd en is een goede vriend van Shuya Nanahara en Hiroki Sugimura. Hij leerde veel van zijn oom, waaronder de manier waarop je een computer hackt of hoe je een bom moet maken. Zijn oom zou later, in het boek en in de manga, zijn overleden omdat hij zichzelf had geëlektrocuteerd. Shinji gelooft echter dat hij werd vermoord door de regering. In de film was zijn oom een activist in de jaren 60 en leeft nog altijd.
Mimura heeft nooit een relatie gehad. Vanwege het feit dat hij wel met meerdere meiden het bed heeft gedeeld, zien zijn klasgenoten hem als een ware playboy. In het boek had Chisato Matsui gevoelens voor hem en in de film koesterde Megumi Eto liefde voor Shinji. Ook werd er geïmpliceerd dat de homoseksuele Sho Tsukioka verliefd was op Shinju.
Tijdens Battle Royale wordt aangeduid dat Shinji zijn vrienden met heel zijn hart vertrouwt en niet snel bang is. Hij kan snel denken en reageren. Shuya wilde hem tijdens het spel tegenkomen zodat ze konden samenwerken. Dit gebeurde echter niet.

## Battle Royale

### Het Plan
Shinji Mimura's basisplan was om met zijn laptop het systeem van Battle Royale te hacken en zo de detectors uit te schakelen. In het boek maakt hij gebruik van een Apple Macintosh Apple PowerBook. In het boek en in de manga lukt het Shinji niet om het systeem te hacken, omdat hij er te laat achter komt dat er microfoons zijn geplaatst in de detectoren en het leger Shinji te snel af was. In de film lukt het Shinji wel het systeem te hacken.
Hij weet wel door communicatie via zijn laptop met vriend Yutaka Seto een bom te maken. Hiermee wil hij de school opblazen. In de film wordt hij ook geholpen door Keita Iijima.

## Dood

### Boek & Manga
Keita Ijima wil samenwerken met Shinji en Yutaka. Shinji weigert. Yutaka neemt het voor Keita op, waardoor de twee ruzie krijgen. Door de ruzie heeft Shinji niet meer controle over alles en schiet Keita per ongeluk dood. De schoten van Shinji's pistool lokken de aandacht van Kazuo Kiriyama. Hij arriveert en schiet Yutaka dood. Vervolgens verwondt hij ook Shinji met zijn MAC-10. Shinji is ernstig gewond en heeft geen kans meer op overleven. Hij plakt met ducttape de bom om zichzelf heen en laat deze afgaan in de poging ook Kiriyama te doden. Kiriyama weet echter in een tractor te springen, waardoor hij ongedeerd achterblijft. Vlak voordat de bom afgaat, schiet Kiriyama Shinji neer.

### Film
In de film waren er geen conflicten tussen Keita, Yutaka en Shinji. Nadat ze het systeem hadden gehackt en de bom gereed hadden gemaakt, kregen ze bezoek van Kiriyama. Yutaka denkt dat het Shuya Nanahara is en lokt zijn aandacht. Wanneer hij wordt dood geschoten schrikken Shinji en Keita. Hoewel Shinji zijn best doet Kiriyama dood te schieten, heeft hij al een fataal schot gelost op Keita. Kiriyama schiet nu ook Shinji neer. Shinji weet dat overleven geen optie meer is en laat zijn bom afgaan. Kiriyama raakt hierbij blind en ook ernstig gewond. Shinji overlijdt onmiddellijk.